# Hnutí Brights
Hnutí Brights je společenské hnutí, které se zaměřuje na podporu veřejného porozumění a uznání naturalistického pohledu na svět. Hnutí založili v roce 2003 Paul Geisert a Mynga Futrell. Publicitu získalo např. kvůli článkům Richarda Dawkinse v deníku The Guardian a v magazínu Wired nebo článku Daniela Dennetta v The New York Times. Během jednoho roku byl počet registrovaných brights v řádu desetitisíců. Hnutí se dále rozšiřovalo a prudší nárůst zaznamenalo při debatách o novém ateismu podnícených vydáním knih jako Boží blud, Breaking the Spell, Bůh není veliký, The End of Faith nebo Letter to a Christian Nation. V lednu roku 2010 bylo zaregistrovaných 50 000 brights ze 186 zemí světa.
Hnutí Brights sdružuje např. ateisty, agnostiky, humanisty, skeptiky, volnomyšlenkáře, objektivisty a materialisty. Od běžných organizací se liší tím, že nemá žádného mluvčího.
Mezi brights patří např. biologové Richard Dawkins a Richard J. Roberts, kognitivní vědec Steven Pinker a filosof Daniel Dennett, dále pak James Randi nebo Sheldon Lee Glashow.